# Les Pluies de Castamere
Les Pluies de Castamere (The Rains of Castamere) est le neuvième épisode de la troisième saison de la série télévisée américaine de fantasy Game of Thrones, et le 29e de la série. L'épisode a été écrit par les créateurs de la série David Benioff et D. B. Weiss et réalisé par David Nutter. Il fut diffusé en primeur le 2 juin 2013 sur HBO.
Cet épisode se concentre sur le mariage d’Edmure Tully et de Roslin Frey, les « noces pourpres », et sur les plans des Stark pour inverser la tendance de la guerre. Les intrigues parallèles racontent la séparation du groupe de Bran Stark, la mise à l'épreuve de la loyauté de Jon Snow et la préparation de l'invasion de la cité de Yunkai par Daenerys.

## Résumé

### Dans le Nord
Au nord du Mur, Sam (John Bradley) et Vère (Hannah Murray) poursuivent leur marche vers le sud. Sam dit à Vère qu'il prévoit de traverser le Mur en utilisant l'entrée de Fort Knox, un château abandonné le long du Mur.
Au sud, Bran (Isaac Hempstead-Wright) et son groupe prennent refuge dans un moulin abandonné. Non loin, Jon (Kit Harington) et les sauvageons attaquent la maison d'un vieil éleveur de chevaux, prenant ses bêtes et son or alors qu'il s'enfuit. Dans le moulin, Bran et Jojen Reed (Thomas Brodie Sangster) discutent de leur plan pour traverser le Mur, avant que Meera (Ellie Kendrick) repère le vieil éleveur chevauchant à proximité, rapidement capturé par les sauvageons. Hodor (Kristian Nairn), effrayé par l'orage, commence à hurler, ce qui menace de révéler la position du petit groupe. Bran utilise alors ses capacités de Zoman pour entrer dans l'esprit d'Hodor et l'endormir.
À l'extérieur, Tormund (Kristofer Hivju) s'apprête à tuer le vieil homme, mais Orell (Mackenzie Crook) lui demande de laisser cette tâche à Jon, pour qu'il prouve sa loyauté. Ce dernier s'avère incapable de tuer un innocent, et c'est Ygritte (Rose Leslie) qui le tue finalement d'une flèche. Tormund ordonne alors à ses hommes de tuer Jon et Ygritte, après quoi une bataille entre Jon et Orell s'ensuit. Bran entre dans l'esprit d’Été, son loup, pour aider Jon, qui finit par tuer Orell et peut alors voler un cheval et s'enfuir, laissant Ygritte et se rendant seul au Mur. La nuit tombée, Bran demande à Osha (Natalia Tena) d'emmener Rickon (Art Parkinson) à Âtre-lès-Confins, une maison de la famille Umber. Ils partent peu après.

### Par-delà le détroit
Préparant leur invasion de Yunkai, Daario (Ed Skrein) révèle à Daenerys (Emilia Clarke) et ses chevaliers une porte derrière la ville, à travers laquelle ils pourront s'introduire et ouvrir la porte principale pour leur armée. Sir Jorah (Iain Glen) est suspicieux, mais accepte quand Daenerys demande son avis à Ver Gris (Jacob Anderson). À la tombée de la nuit, Daario, Jorah et Ver Gris arrivent à la porte. Daario entre avant eux, prétendant être toujours le loyal commandant des Puînés. Peu après avoir éliminé les gardes et avoir été rejoint par Jorah et Ver Gris, ils sont assaillis par un groupe d'esclaves-soldats de Yunkai mais, bien que largement en sous-nombre, ils parviennent à les éliminer et à accomplir leur mission. Le groupe retourne ensuite à Daenerys et lui annonce qu'elle est désormais en possession de la ville.

### Aux Jumeaux
Au camp, Catelyn (Michelle Fairley) conseille son fils Robb (Richard Madden), le Roi du Nord, sur l'alliance prévue avec Lord Walder Frey (David Bradley) et l'assaut qu'il prépare de Castral Roc, le château d'origine des Lannisters. Les hôtes Stark arrivent aux Jumeaux, le château des Freys, où ils reçoivent du pain et du sel, symbole des lois sacrées de l'hospitalité garantissant la sécurité lorsque l'on est sous le toit d'un autre seigneur. Robb présente ses excuses à la fois au sarcastique Walder Frey et à ses filles. Les acceptant, Walder insiste pour inspecter Talisa (Oona Chaplin), la femme pour laquelle Robb a brisé son serment.
Non loin, Arya (Maisie Williams), toujours captive de Sandor Clegane (Rory McCann), voyage vers les Jumeaux pour rejoindre sa mère et son frère. Lorsqu'ils croisent un marchand et sa charrette, Clegane l'assomme et s'apprête à le tuer, avant qu'Arya l'en dissuade. Il vole alors simplement le chariot, plein de nourriture, qu'il compte utiliser pour s'introduire au château.
La nuit tombée, Walder Frey marie sa fille Roslin (Alexandra Dowling) à Edmure Tully (Tobias Menzies), agréablement surpris par sa beauté. Les réjouissances commencent alors. Durant la fête, Walder propose de commencer la cérémonie du coucher, et le couple est emmené dans sa chambre. Après leur départ, Lothar Frey (Tom Brooke) ferme les portes de la salle du banquet et les musiciens commencent à jouer « les Pluies de Castamere », une chanson qui raconte la chute d'une famille ayant tenu tête aux Lannisters (les Reynes de Castamere — la chanson jouant sur l'homophonie entre Reynes et rains, qui signifie « pluies » en anglais).
Grâce au chariot de nourriture, le Limier et Arya arrivent à l'entrée du château, mais l'accès leur est refusé sous prétexte que la fête est terminée. Arya parvient cependant à se faufiler à l'intérieur.
Catelyn, inquiète, remarque alors que Roose Bolton (Michael McElhatton) porte une cotte de mailles et comprend que les Stark ont été trahis. Alors qu'elle prévient son fils, Walder donne l'ordre d'assassiner les Stark, et Lothar poignarde à plusieurs reprises Talisa dans le ventre. Avant qu'il ne puisse réagir, Robb est touché par des carreaux d'arbalète.
Arya, cachée dans la cour, observe impuissante les Freys massacrer les soldats Stark et Vent Gris, le loup de Robb. Elle est sauvée par le Limier, qui l'assomme et la transporte en sécurité hors du château.
Catelyn, également touchée par un carreau, parvient à prendre la jeune femme de Walder Frey en otage et demande que Robb soit autorisé à partir, promettant qu'il n'y aura pas de vengeance. Walder, faisant remarquer que Catelyn avait déjà promis en ces lieux de marier Robb à l'une de ses filles, refuse. Roose Bolton poignarde alors Robb en plein cœur en lui annonçant que « les Lannisters transmettent leurs salutations », selon la promesse faite à Jaime (lequel, ironiquement, n'a rien à voir dans le massacre). Catelyn, abattue par le désespoir, tue son otage avant que le fils de Walder Frey, Black Walder (Tim Plester (en)), lui tranche la gorge.

## Production

### Scénario
L'épisode a été écrit par les créateurs de la série David Benioff et D. B. Weiss, en se basant sur le livre A Storm of Swords de George R. R. Martin. Il adapte le contenu des chapitres 40 à 42 et 49 à 52 (Bran III, Jon V, Daenerys IV, Catelyn VI, Arya X, Catelyn VII et Arya XI).
L'épisode inclut l'un des tournants les plus importants de la série : la trahison et l'assassinat des Stark durant un mariage qui sera connu sous le nom de « noces pourpres ». Ce résultat tragique eut un profond impact sur Benioff et Weiss lors de leur première lecture des romans et fut l’événement qui les convainquit d'essayer d'obtenir les droits pour tourner une série télévisée.

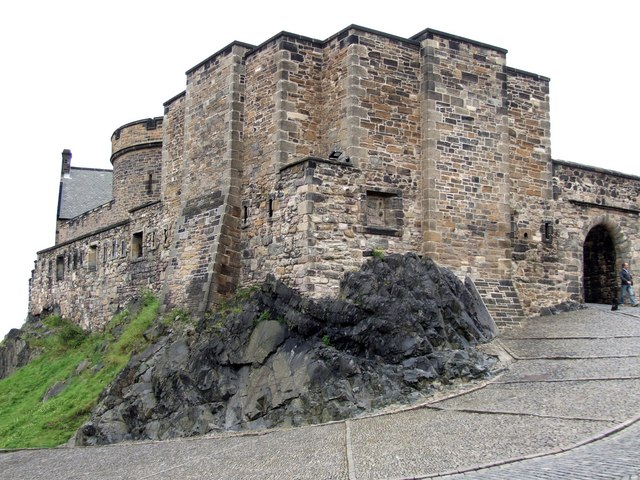
Les « noces pourpres » furent inspirées par le dîner noir qui eut lieu en 1440 au château d’Édimbourg.

George R. R. Martin conçut les « noces pourpres » durant les premiers moments d'imagination de sa saga, quand il envisageait une trilogie où les « noces pourpres » auraient fermé le premier des trois livres. Martin fut inspiré par plusieurs événements de l'histoire de l'Écosse. L'un d'entre eux est le « dîner noir », au XVe siècle, pour lequel le roi écossais invita le chef du puissant clan Douglas à une fête au château d’Édimbourg,. Une tête de taureau noir, le symbole de la mort, fut servie à la fin du dîner, avec un unique tambour jouant en arrière-plan, et les Douglas furent assassinés,. Un autre événement duquel l'auteur tira son inspiration fut le massacre de Glencoe, en 1692, au cours duquel trente-huit hommes du clan Donald furent tués par des membres du clan Campbell à qui ils avaient accordé l'hospitalité.
Martin a affirmé que les « noces pourpres » étaient l'événement le plus dur qu'il ait jamais eu à écrire. Il a expliqué qu'il essaie toujours de se mettre dans la peau de ses personnages quand il écrit, et qu'il finissait donc naturellement par s'y attacher, même si ce n'était que des personnages mineurs. Ce fut si éprouvant pour lui qu'il a d'abord sauté le chapitre et continué le reste du roman, avant qu'il ne se force lui-même à revenir à l'écriture de cette scène redoutée, tout à la fin de l'écriture du roman,. En 2012, au Comic-Con, il plaisanta même en affirmant qu'« il visiterait un pays sans télévision lorsque l'épisode sera diffusé »[réf. nécessaire].

### Casting
Will Champion, le batteur et choriste du groupe de rock alternatif Coldplay, apparaît en caméo en tant qu'un des musiciens du mariage.
Les acteurs principaux Peter Dinklage (Tyrion), Lena Headey (Cersei), Nikolaj Coster-Waldau (Jaime), Aidan Gillen (Littlefinger), Charles Dance (Tywin), Liam Cunningham (Davos), Stephen Dillane (Stannis), Carice van Houten (Melisandre), Natalie Dormer (Margaery Tyrell), Sophie Turner (Sansa), Alfie Allen (Theon), Jack Gleeson (Joffrey), Joe Dempsie (Gendry), Sibel Kekilli (Shae), Conleth Hill (Varys), et Jerome Flynn (Bronn) n'apparaissent pas et ne sont pas crédités.

## Accueil

### Audiences
La première diffusion attire 5,22 millions de téléspectateurs, et la seconde 1,08 million, amenant un total de 6,30 millions de visionnements lors de la première nuit.

### Réception par la critique
L'épisode engrangea les félicitations des critiques, où il est dépeint comme le meilleur épisode de la saison. La majorité des commentaires évoquent le massacre de la fin de l'épisode, et louent en particulier les performances de Michelle Fairley. Matt Fowler, d'IGN, donne à l'épisode un 10/10 parfait et le décrit comme « un événement exquisément affreux qui réussit à surpasser l'imprévisible et horrifiante mort de Ned Stark lors de la saison 1 ». Écrivant pour The A.V. Club, David Sims et Todd VanDerWerff donnent tous deux un « A » à l'épisode. Simms, représentant les personnes n'ayant pas lu les romans, a exprimé son choc à la mort de plusieurs des personnages principaux : « je ne pense pas que je réalise vraiment ce que je viens de voir ». VanDerWerff, représentant les personnes ayant lu les romans, écrit : « si le lecteur ne veut vraiment pas aborder l'idée de la mort de Catelyn et Robb, hé bien, il peut lire le passage plus rapidement. Ou il peut le lire plus lentement s'il a besoin de gérer plus profondément les émotions. À la télévision, vous ne pouvez pas vraiment le faire. ». Critiquant pour le Forbes, Erik Kain nomme l'épisode « l'un des meilleurs sombres drames de HBO jusqu'à présent » et note qu'« il y a un sentiment profond de tragédie lorsqu'on sait que Robb perd aussi son enfant ». D'autres, comme Joe Concha de Mediaite, ont trouvé l'épisode trop brutal, citant l'exécution du loup et le poignardage au ventre d'une femme enceinte.

### Écho sur les réseaux sociaux
L'épisode provoque une importante vague de réactions sur les réseaux sociaux, notamment la diffusion d'une vidéo compilant les visages des téléspectateurs sous le choc des dernières scènes.

### Distinctions
Cet épisode a reçu une nomination pour le Primetime Emmy Award du meilleur scénario pour une série télévisée dramatique lors de la 65e cérémonie des Primetime Emmy Awards. En 2014 il remporte le prix Hugo de la meilleure présentation dramatique en format court.

## Culture populaire
Dans l'épisode Titties and Dragons de la série South Park, les noces organisées dans le restaurant Red Robin font écho au « Red Wedding » porté à l'écran dans l'épisode.
Le thème du massacre lors d'un mariage a déjà été exploité par le passé. Dans le best-seller The Brimstone Wedding (1995) de Ruth Rendell il s'agit d'une tension révélée en fin d'ouvrage (« climax »), alors que dans le film hongkongais Noces de feu (Queen's High, 1992) il s'agit d'une ouverture prétexte à la vengeance d'une femme. Il en est de même dans Kill Bill (2003), film américain rendant, notamment, hommage au précédent.
Le titre original peut se traduire par Noces de sang ((en) Red...) et non par Noces de feu ((en) Crimson...).